# 石井庸子
石井 庸子（いしい ようこ、旧姓：近藤、1966年7月10日 - ）は、元NHKのアナウンサー。

## 履歴
- 北海道出身。北海道札幌南高等学校、北海道大学文学部国文科卒業。現役時は早稲田大学法学部に入学したが、再受験して転部している。
- 1991年にNHK入局。
- 初任地の釧路放送局の先輩記者と結婚し、1994年頃に長女を出産。
- 1994年10月9日。5日前に発生した北海道東方沖地震の最大余震が発生。釧路局から石井アナウンサーが津波注意報発令による警戒呼び掛けや石井記者が地震発生時の局内の様子を伝えるなど夫婦横並びで緊急放送への出演となった。

## 過去の担当番組
- ワールドステーション22（1994年8・9月。ニューヨークへ留学した道傳愛子の後任）
- NHKニュース7（1994年度に小平桂子アネットのリリーフ）
- おはよう5（1995年4月3日 - 1996年3月29日、山岡三子との隔週担当）
- NHKニュースおはよう日本（1996年度）
- 国会中継（1996年度）
- イブニングネットワーク首都圏（1996年度に櫻木真由美のリリーフ）
- 北海道クローズアップ（1999年度）
- サンセットパーク(2002年度に火曜、2003・2004年度の金曜、2005年4・5月に木曜)
- さわやか自然百景（不定期ナレーション）

## 退社後の活動
- 山根基世の朗読指導者養成講座第1期修了生・講師[1]
- NHK文化センター青山教室等での朗読講師[2][3]。

## 関連人物
NHKの同期アナウンサー
- 池田達郎、伊藤憲、有働由美子、浦田典明、大岡優一郎、大野克郎、金澤利夫、鹿野睦、河島康一、黒崎めぐみ、墨屋那津子、髙橋徹、滝内泉、武内陶子、武田涼介、田村泰崇、寺谷一紀、中谷文彦、比留間亮司、松本和也、兼清麻美（旧姓：山下）、山田貴幸、山本志保、吉松欣史、若林則康[4]

山根基世の朗読指導者養成講座の同期アナウンサー
- 池田弥生、進藤晶子、橋本恵子[5]

その他の関連人物
- 神原智己（同郷、アナウンサー同期[6]）
- 木村知義（入局時の新人研修担当）
- 鎌田正幸（釧路時代の上司）
- 森本健成（釧路時代の同僚）
- 大塚利兵衛（同じく、NHK在籍中は釧路・札幌・東京の3局で勤務）